# Фрањо Нађ
Фрањо Нађ (мађ. Nagy Ferenc; Сента, 1923 — Нови Сад, 3. јун 1986) био је друштвено-политички радник СФР Југославије, СР Србије и САП Војводине. Од октобра 1971. до 6. маја 1974. године обављао је функцију председника Извршног већа Народне скупштине САП Војводине.

## Биографија
Фрањо Нађ рођен је 1923. године у Сенти. Члан Комунистичке партије Југославије био је од 1945. године.
Био је секретар Среског комитета Савеза комунистичке омладине Југославије у Сенти, директор Новинског издавачког предузећа „7. нап“, председник задружног савеза у Суботици, директор пословног удружења „Копродукт“ у Новом Саду, члан Покрајинског извршног већа у Новом Саду до 1965. године и члан Савезног извршног већа.
Потпредседник Покрајинског извршног већа САП Војводине био је од 1965. године до 1967. године, а председник од октобра 1971. године до 6. маја 1974. године.
Биран је за члана Покрајинског комитета Савеза комуниста Србије за Војводину. Био је члан сталног дела Конференције Савеза комуниста Југославије.
Умро је 1986. године.
Носилац је неколико одликовања.